# Służba sprawiedliwości (II RP)
Służba sprawiedliwości (II RP) – dział administracji wojskowej w okresie II Rzeczypospolitej.

## Zakres zadań i personel
26 sierpnia 1925 minister spraw wojskowych rozkazem L. 7400/Org. zatwierdził instrukcję organizacyjną służby sprawiedliwości na stopie pokojowej.

### Zakres działania
- Wymiar sprawiedliwości:
  - Orzecznictwo sądowo-karne,
  - Wykonanie wyroków sądowo-karnych;
- Udzielanie pomocy prawnej;
- Kierownictwo więziennictwa wojskowego.

### Personel
- Korpus oficerów sądowych.
- Korpus oficerów administracyjnych działu sądowego i więziennego (administracyjno-sądowych i administracyjno-więziennych).
- Korpus chorążych administracyjnych działu sądowego i więziennego (administracyjno-sądowych i administracyjno-więziennych).
- Szeregowi kancelaryjno-administracyjni działu sądowego i więziennego (administracyjno-sądowi i administracyjno-więzienni).

Ogólną organizację instytucji i zakładów służby sprawiedliwości oraz sposób ich działania i wewnętrzny tok służby, ustalała ustawa postępowania karnego wojskowego oraz wynikające z niej instrukcje i regulaminy.
Oficerowie korpusu sądowego, jako niezawiśli sędziowie, pod względem garnizonowo-dyscyplinarnym, podlegali ogólnym przepisom obowiązującym w Wojsku Polskim. Jeżeli przewinienia dyscyplinarne nie miały żadnego związku z ich urzędowaniem, Dowództwo Okręgu Korpusu miało prawo do nakładania na oficerów korpusu sądowego tylko kary upomnienia i nagany.
Pod wszystkimi innymi względami, podlegali oficerowie korpusu sądowego władzy dyscyplinarnej swoich przełożonych fachowych lub Najwyższemu Sądowi Wojskowemu.

## Centralne organy służby sprawiedliwości

### Minister Spraw Wojskowych
Bezpośredni nadzór nad służbą sprawiedliwości sprawował Minister Spraw Wojskowych, którego doradcą, w zakresie administracji, był szef Departamentu Sprawiedliwości Ministerstwa Spraw Wojskowych. Minister Spraw Wojskowych stał na czele wojskowego urzędu prokuratorskiego, któremu podlegali prokuratorzy wojskowi wszystkich stopni. Ministra Spraw Wojskowych zastępował w tym względzie naczelny prokurator wojskowy. Naczelny prokurator wojskowy posiadał prawa dowódcy dywizji.

### Najwyższy Sąd Wojskowy
Najwyższy Sąd Wojskowy (wspólny dla wojska i marynarki wojennej), powołany był do rozpatrywania spraw, przekazanych mu ustawą postępowania karnego wojskowego. Na czele Najwyższego Sądu Wojskowego stał prezydent, posiadający prawa dyscyplinarne dowódcy dywizji w stosunku do sędziów Najwyższego Sądu Wojskowego oraz całego personelu tego sądu. Najwyższy Sąd Wojskowy, jako instytucja wojskowa o charakterze centralnym, podlegał Dowódcy Okręgu Korpusu Nr I w Warszawie, z tym, że kierownictwo nad jego działalnością było zastrzeżone dla Ministra Spraw Wojskowych.
Prezydent Najwyższego Sądu Wojskowego podlegał:
- pod względem służbowym – Ministrowi Spraw Wojskowych;
- za przewinienia popełnione przy wykonywaniu służby sędziowskiej, jak i wszyscy sędziowie Najwyższego Sądu Wojskowego – Najwyższemu Sądowi Wojskowemu.

### Prokuratura przy Najwyższym Sądzie Wojskowym
Prokuratura przy Najwyższym Sądzie Wojskowym urzędowała przy Najwyższym Sądzie Wojskowym. Stosunek organizacyjny Prokuratury przy Najwyższym Sądzie Wojskowym do Ministra Spraw Wojskowych, jako centralnej instytucji wojskowej, był analogiczny jak Najwyższego Sądu Wojskowego. Prokurator Najwyższego Sądu Wojskowego podlegał, pod względem służbowym i fachowym, naczelnemu prokuratorowi wojskowemu. Podprokuratorzy i cały personel pomocniczy Prokuratury przy Najwyższym Sądzie Wojskowym podlegał służbowo i fachowo prokuratorowi Najwyższego Sądu Wojskowego, który posiadał wobec nich prawa dowódcy brygady.

### Wojskowe Więzienie Karne

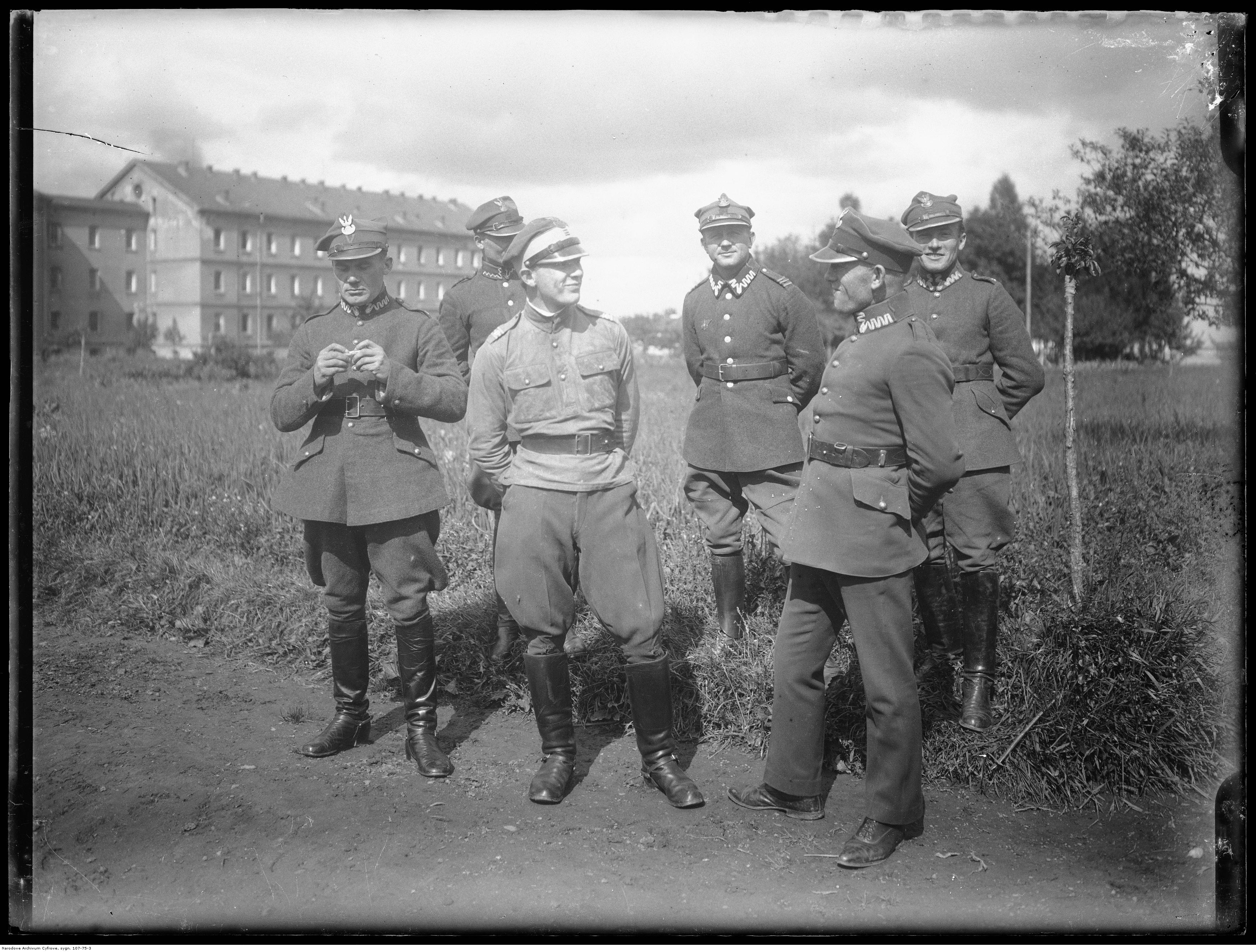
Członkowie personelu Wojskowego Więzienia Karnego w Stanisławowie, rok 1925

Wojskowe Więzienie Karne w Stanisławowie posiadało 2000 miejsc.
Służyło ono zasadniczo tylko do odbywania kary więzienia, o ile czas trwania orzeczonej i jeszcze nie odbytej kary przekraczał 3 miesiące. Jako zakład centralny, podlegało ono Dowództwu Okręgu Korpusu Nr VI we Lwowie. W sprawach związanych z systemem przetrzymywania więźniów bezpośrednie rozkazy wydawało Ministerstwo Spraw Wojskowych (Departament Sprawiedliwości).
Nadzór penitencjarny sprawował prokurator wojskowy danego okręgu (Dowództwo Okręgu Korpusu Nr VI Lwów).
Komendantowi więzienia karnego podlegał cały personel więzienia oraz więźniowie. W stosunku do personelu posiadał on prawa dowódcy pułku. Uprawnienia komendanta więzienia wobec więźniów normował regulamin więzienia.

## Służba sprawiedliwości w Okręgach Korpusów

### Wojskowy Sąd Okręgowy
W każdym Okręgu Korpusu istniał jeden Wojskowy Sąd Okręgowy, stacjonujący w siedzibie kwatery głównej danego Okręgu Korpusu, oznaczony nazwą danego Okręgu Korpusu. Właściwość Wojskowych Sądów Okręgowych rozciągała się na obszar całego Okręgu Korpusu. Szef Wojskowego Sądu Okręgowego podlegał dowódcy danego Okręgu Korpusu. Za przewinienia, popełnione przy wykonywaniu służby sędziowskiej – szef, wszyscy sędziowie i asystenci Wojskowego Sądu Okręgowego podlegali Najwyższemu Sądowi Wojskowemu. Wszyscy sędziowie i asystenci oraz personel pomocniczy Wojskowego Sądu Okręgowego podlegali służbowo szefowi Wojskowego Sądu Okręgowego, który posiadał prawa dowódcy pułku (w Wojskowym Sądzie Okręgowym Warszawa – dowódcy brygady).

### Prokuratura przy Wojskowym Sądzie Okręgowym
Przy każdym Wojskowym Sądzie Okręgowym istniała Prokuratura przy Wojskowym Sądzie Okręgowym, oznaczona nazwą danego Okręgu Korpusu, właściwa dla spraw danego sądu. Prokurator Prokuratury przy Wojskowym Sądzie Okręgowym podlegał dowódcy danego Okręgu Korpusu, w sprawach fachowych – naczelnemu prokuratorowi wojskowemu. Prokuratorowi Prokuratury przy Wojskowym Sądzie Okręgowym podlegali służbowo i fachowo wszyscy podprokuratorzy i asystenci oraz cały personel pomocniczy prokuratury, wobec których posiadał on prawa dowódcy pułku. Prokurator Prokuratury przy Wojskowym Sądzie Okręgowym był równocześnie z urzędu doradcą prawnym Dowódcy Okręgu Korpusu w sprawach karnych.

### Wojskowe więzienia śledcze
Każdy Okręg Korpusu posiadał jedno więzienie śledcze, zasadniczo przeznaczone dla 600 więźniów, z wyjątkiem Więzienia Śledczego w Warszawie, obliczonego na 1000 miejsc. Więzienia śledcze oznaczone były nazwą danego Okręgu Korpusu i zasadniczo znajdowały się w tej samej miejscowości, co i odnośny Wojskowy Sąd Okręgowy. Więzienie śledcze służyło do przetrzymywania osób zatrzymanych lub aresztowanych, na czas trwania dochodzeń karnych lub śledztwa. Poza tym więzienie śledcze przeznaczone było do odbywania orzeczonych przez dany Wojskowy Sąd Okręgowy kar aresztu i kar więzienia do 3 miesięcy. Komendant więzienia śledczego podlegał Dowódcy Okręgu Korpusu. W sprawach nadzoru penitencjarnego podlegał wojskowemu prokuratorowi Okręgu Korpusu.
Personel więzienia śledczego oraz więźniowie podlegali komendantowi więzienia. W stosunku do personelu, posiadał on prawa dowódcy batalionu (w Warszawie dowódcy pułku). Uprawnienia komendanta więzienia wobec więźniów normował regulamin więzienny.
- Wojskowe Więzienie Śledcze Nr 1
- Wojskowe Więzienie Śledcze Nr 2
- Wojskowe Więzienie Śledcze Nr 3
- Wojskowe Więzienie Śledcze Nr 4
- Wojskowe Więzienie Śledcze Nr 5
- Wojskowe Więzienie Śledcze Nr 6
- Wojskowe Więzienie Śledcze Nr 7
- Wojskowe Więzienie Śledcze Nr 8
- Wojskowe Więzienie Śledcze Nr 9
- Wojskowe Więzienie Śledcze Nr 10

## Rejony służby sprawiedliwości
Okręgi Korpusów dzieliły się, pod względem sądowym, na rejony sądowe. W każdym rejonie istniał wojskowy sąd rejonowy, rozciągający swoją działalność na obszar całego odnośnego rejonu, oznaczony nazwą miejscowości swojej siedziby. Kierownik wojskowego sądu rejonowego podlegał dowódcy okręgu korpusu. Za przewinienia popełnione przy wykonywaniu służby sędziowskiej, kierownik, sędziowie i asystenci wojskowego sądu rejonowego podlegali Najwyższemu Sądowi Wojskowemu. Cały personel (sędziowski oraz pomocniczy) wojskowego sądu rejonowego podlegał, pod względem służbowym, kierownikowi wojskowego sądu rejonowego, który posiadał prawa dowódcy batalionu. Funkcję oskarżyciela (w sprawach należących do właściwości wojskowego sądu rejonowego), pełnił oficer sądowy, podległy właściwemu dowódcy dywizji.
| Kierownicy wojskowych sądów rejonowych                | Kierownicy wojskowych sądów rejonowych            | Kierownicy wojskowych sądów rejonowych | Kierownicy wojskowych sądów rejonowych     |
| ----------------------------------------------------- | ------------------------------------------------- | -------------------------------------- | ------------------------------------------ |
| Nazwa sądu                                            | stopień, imię i nazwisko                          | okres pełnienia obowiązków             | kolejne stanowisko służbowe                |
| Okręg Korpusu Nr I                                    |                                                   |                                        |                                            |
| Łomża                                                 | mjr KS Feliks Lambert                             | do X 1922                              | sędzia śledczy w WSO Nr VIII               |
| Łomża                                                 | mjr KS dr Kazimierz Stanisław Dobosz              | X 1922 – 1 III 1927                    | podprokurator Prokuratury przy WSO Nr I    |
| Łomża                                                 | mjr KS Alfred Wojciech Hausner                    | do 14 XI 1932                          | sędzia orzekający w WSO Nr V               |
| Łomża                                                 | kpt. KS mgr Eugeniusz Cybul                       | od 14 XI 1932                          |                                            |
| Modlin                                                | mjr KS Teofil Maresch                             | I 1921 – 1 VIII 1926                   | podprokurator Prokuratury przy WSO Nr I    |
| Modlin                                                | mjr KS Władysław Proniewicz                       | od 1 VIII 1926                         |                                            |
| Modlin                                                | kpt. KS Zygmunt Hilary Staniszewski               | od 16 XII 1929                         |                                            |
| Modlin                                                | kpt. KS Władysław Koreywo                         | 1932 – 31 VIII 1935                    | podprokurator Prokuratury przy WSO Nr II   |
| Modlin                                                | kpt. KS mgr Stefan Marciniak                      | od 31 VIII 1935                        |                                            |
| Warszawa                                              | mjr KS Aleksander Ganiewski                       | do †2 IX 1922                          | zmarł w Krakowie                           |
| Warszawa                                              | kpt. KS Bronisław Morski                          | do X 1922                              | podprokurator Prokuratury przy WSO Nr I    |
| Warszawa                                              | kpt. KS Wiktor Szemioth                           | X 1922 – 1923                          |                                            |
| Warszawa                                              | mjr KS Leon Reklewski                             | 1924 – 15 V 1925                       | referent w Departamencie IX MSWojsk.       |
| Warszawa                                              | mjr KS Tadeusz Wyszomirski                        | od 15 V 1925                           |                                            |
| Warszawa                                              | mjr dypl. KS Zygmunt Andrzej Borawski             | 5 XII 1930 – 30 XI 1934                | stan spoczynku                             |
| Warszawa                                              | kpt. / mjr KS mgr Stanisław Mazanowski            | 1934 – 31 VIII 1935                    | sędzia śledczy w WSO Nr I                  |
| Warszawa                                              | kpt. KS dr Wilhelm Mieczysław Majewski            | od 31 VIII 1935                        |                                            |
| Warszawa                                              | mjr aud. Władysław Koreywo                        | do VIII 1939                           | szef sądu polowego nr 8                    |
| Okręg Korpusu Nr II                                   |                                                   |                                        |                                            |
| Kowel                                                 | kpt. rez. KS zatrz. w sł. czyn. Ignacy Szablowski | 1924 – 15 I 1926                       | asystent w Prokuraturze przy WSO Nr VII    |
| Kowel                                                 | kpt. KS Ludwik Harasiewicz                        | 15 I – 15 III 1926                     | sędzia śledczy WSO Nr II                   |
| Kowel                                                 | kpt. rez. KS zatrz. w sł. czyn. Ignacy Szablowski | od 15 III 1926                         |                                            |
| Kowel                                                 | mjr aud. mgr Józef II Hoszowski                   | do VIII 1939                           | szef sądu polowego nr 40                   |
| Równe                                                 | kpt. KS Ignacy Rembilas                           | 1923 – 15 II 1925                      | sędzia śledczy WSO Nr IX                   |
| Równe                                                 | por. rez. powoł. do sł. czyn. Roman Sumowski      | p.o. od 15 II 1925                     |                                            |
| Równe                                                 | mjr KS dr Stefan Podkomorski                      | od 15 I 1926                           |                                            |
| Równe                                                 | kpt. KS Stanisław Fried                           | V 1927 – 31 V 1929                     | przeniesiony do rezerwy                    |
| Równe                                                 | mjr KS dr Jan Kazimierz Welecki                   | od 27 VI 1929                          |                                            |
| Równe                                                 | kpt. KS Józef Hoszowski                           | 1932 – 1934                            | podprokurator Prokuratury przy WSO Nr VI   |
| Równe                                                 | kpt. KS mgr Jan I Majewski                        | 1934 – VII 1935                        |                                            |
| Równe                                                 | por. KS / kpt. aud. mgr Leon Adamczyk             | 31 VIII 1935 – 1939                    |                                            |
| Lublin w Zamościu                                     | kpt. KS Ludwik Harasiewicz                        | 1921 – X 1922                          | sędzia śledczy w WSO Nr II                 |
| Lublin w Zamościu                                     | mjr KS Stanisław Edmund Wróblewski                | X 1922 – XII 1927                      | sędzia orzekający w WSO Nr IX              |
| Lublin w Zamościu                                     | kpt. KS Aleksander Rudolf Pieniążek               | od XII 1927                            |                                            |
| Lublin w Zamościu                                     | mjr KS Feliks Lambert                             | IV 1928 – III 1931                     |                                            |
| Lublin w Zamościu                                     | kpt. KS dr Jan Kazimierz Wilk                     | III 1931 – 31 VIII 1935                | podprokurator Prokuratury przy WSO Nr II   |
| Lublin w Zamościu                                     | kpt. aud. Jan Szczepański                         | 1935 – 1937                            |                                            |
| Zamość                                                | kpt. aud. mgr Władysław Stanisław Kolbuszewski    | 1937 – 1939                            |                                            |
| Okręg Korpusu Nr III                                  |                                                   |                                        |                                            |
| Grodno                                                | mjr KS Zygmunt Warszawski                         | 1923                                   |                                            |
| Grodno                                                | kpt. KS Bohdan Zwinklewicz                        | 1924 – 1 VI 1925                       | asystent w WSO Nr III                      |
| Grodno                                                | por. KS dr Jan II Serafin                         | 1 VII 1925 – 15 I 1926                 | asystent w WSO Nr I                        |
| Grodno                                                | mjr KS Władysław Walenty Smolka                   | od 15 I 1926                           |                                            |
| Grodno                                                | mjr aud. dr Stanisław Zdzisław Kwieciński         | 1939                                   |                                            |
| Lida                                                  | kpt. KS dr Olgierd Niebieszczański                | do II 1924                             | asystent w WSO Nr VII                      |
| Lida                                                  | mjr KS Aleksander Antoni Hatowski                 | od II 1924                             |                                            |
| Lida                                                  | por. / kpt. KS Eustachy Chrzanowski               | 1926 – 1932                            |                                            |
| Lida                                                  | kpt. KS Aleksander Kulikowski                     | od 31 VIII 1935                        |                                            |
| Wilno                                                 | mjr KS Stanisław Mazurkiewicz                     | IX – X 1922                            | sędzia śledczy w WSO Nr III                |
| Wilno                                                 | mjr KS Antoni Doboszyński                         | X 1922 – 1924                          |                                            |
| Wilno                                                 | mjr KS Aleksander Antoni Hatowski                 | od 15 I 1926                           |                                            |
| Wilno                                                 | kpt. / mjr KS Ludwik Teodor Haas                  | V 1927 – 19 IX 1931                    | sędzia orzekający w WSO Nr VIII            |
| Wilno                                                 | kpt. KS Kazimierz Mianowski                       | od 1931                                |                                            |
| Wilno                                                 | kpt. KS mgr Tadeusz Nawrocki                      | od 31 VIII 1935                        |                                            |
| Wilno                                                 | mjr aud. Władysław Trzeciecki                     | do VIII 1939                           | szef służby sprawiedliwości SGO „Narew”    |
| Okręg Korpusu Nr IV                                   |                                                   |                                        |                                            |
| Częstochowa                                           | mjr KS Józef Marian Tesznar                       | 1921 – 1922                            |                                            |
| Częstochowa                                           | kpt. KS dr Marian Bielecki                        | 1922 – 1926                            |                                            |
| Częstochowa                                           | mjr KS Wincenty Antoni Skrzywan                   | 15 I 1926 – 16 XII 1929                | sędzia śledczy w WSO Nr I                  |
| Częstochowa                                           | kpt. KS Antoni Broszkiewicz                       | 16 XII 1929 – 1934                     |                                            |
| Częstochowa                                           | kpt. aud. Władysław Danko                         | 31 VIII 1935 – 1939                    |                                            |
| Łódź                                                  | mjr KS Józef Gralewski                            | 1921 – 1923                            |                                            |
| Łódź                                                  | kpt. KS Jan Kawecki                               | 1923 – 1924                            |                                            |
| Łódź                                                  | mjr KS Józef Barszczak                            | 1925 – 15 I 1926                       | kierownik WSR Skierniewice                 |
| Łódź                                                  | mjr KS Aleksander Wierzbowski                     | od 15 I 1926                           |                                            |
| Łódź                                                  | kpt. KS Alojzy Smoła                              | XII 1927 – 1929                        |                                            |
| Łódź                                                  | kpt. KS Jan Antoniewicz                           | 1931 – 1937                            |                                            |
| Łódź                                                  | kpt. aud. Edward Hrach                            | 1937 – 1938                            |                                            |
| Łódź                                                  | kpt. aud. Włodzimierz Pałczyński                  | 1938 – 1939                            |                                            |
| Łódź                                                  | mjr aud. Władysław Hebrowski                      | 1939                                   |                                            |
| Skierniewice w Kutnie (od 3 XI 1925 w Skierniewicach) | mjr KS Edward Kraśniak                            | 1921 – 1922                            |                                            |
| Skierniewice w Kutnie (od 3 XI 1925 w Skierniewicach) | kpt. KS Aleksander Bartosik                       | 1923 – 15 I 1926                       | sędzia śledczy WSO Nr IV                   |
| Skierniewice w Kutnie (od 3 XI 1925 w Skierniewicach) | mjr KS Józef Barszak                              | od 15 I 1926                           |                                            |
| Skierniewice w Kutnie (od 3 XI 1925 w Skierniewicach) | kpt. KS Władysław Pruszyński                      | 1927 – 1931                            |                                            |
| Skierniewice w Kutnie (od 3 XI 1925 w Skierniewicach) | kpt. KS / mjr aud. dr Arnold Tarczewski           | 1931 – 1939                            |                                            |
| Okręg Korpusu Nr V                                    |                                                   |                                        |                                            |
| Biała-Bielsko                                         | mjr KS Franciszek Wojciech Matuszek               | 1923 – XII 1927                        | podprokurator Prokuratury przy WSO Nr III  |
| Biała-Bielsko                                         | kpt. / mjr KS dr Stanisław Franciszek Menhard     | XII 1928 – 31 VIII 1935                | sędzia śledczy w WSO Nr IX                 |
| Biała-Bielsko                                         | kpt. aud. Wacław Piotr Antoni Bara                | 31 VIII 1935 – 1939                    |                                            |
| Katowice                                              | kpt. KS Jan Teodorowicz                           | 1923 – 15 I 1926                       | sędzia śledczy WSO Nr III                  |
| Katowice                                              | mjr KS Władysław II Różycki                       | od 15 I 1926                           |                                            |
| Katowice                                              | kpt. KS Roman Feliks Joachim Stanisław Sumowski   | od 1931                                |                                            |
| Katowice                                              | mjr aud. dr Stanisław Drzymała                    | 1939                                   | szef sądu polowego nr 23                   |
| Kraków                                                | mjr KS dr Roman Zbigniew Medwicz                  | 1923 – 1926                            |                                            |
| Kraków                                                | kpt. KS Alfred Wojciech Hausner                   | od XII 1927                            |                                            |
| Kraków                                                | mjr KS dr Józef Jan Król                          | 1932                                   |                                            |
| Kraków                                                | kpt. KS Jan Bolesław Marian Zieliński             | od 31 VIII 1935                        |                                            |
| Okręg Korpusu Nr VI                                   |                                                   |                                        |                                            |
| Lwów                                                  | mjr KS Ignacy Smereczański                        | 1923 – 18 II 1930                      | sędzia orzekający w WSO Nr VI              |
| Lwów                                                  | mjr KS Tadeusz Jan Kazimierz Borkowski            | do 12 V 1932                           | sędzia orzekający w WSO Nr VI              |
| Lwów                                                  | mjr KS Jan Franciszek Krynicki                    | 12 V 1932 – 30 VI 1934                 | stan spoczynku                             |
| Lwów                                                  | kpt. / mjr aud. mgr Kazimierz Tabęcki             | VI 1934 – 1939                         | †1940 Charków                              |
| Stanisławów                                           | mjr KS Jan Franciszek Krynicki                    | 1923 – 16 XII 1929                     | sędzia śledczy w WSO Nr VI                 |
| Stanisławów                                           | kpt. KS Władysław Danko                           | 16 XII 1929 – 31 VIII 1935             | kierownik WSR Częstochowa                  |
| Stanisławów                                           | kpt. aud. mgr Henryk Stanisław Duszyński          | 31 VIII 1935 – 1939                    | †1940 Katyń                                |
| Tarnopol                                              | kpt. KS Andrzej Pytel                             | 1923 – 1924                            |                                            |
| Tarnopol                                              | mjr KS Tadeusz Ludwik Jaskólski                   | od 15 I 1926                           |                                            |
| Tarnopol                                              | kpt. KS Jan Róg                                   | 1932                                   |                                            |
| Tarnopol                                              | mjr aud. dr Mikołaj Chudziakiewicz                | 1937 – IX 1939                         | sędzia sądu polowego 1 Dywizji Grenadierów |
| Okręg Korpusu Nr VII                                  |                                                   |                                        |                                            |
| Gniezno                                               | kpt. KS Julian Witold Zagórski                    | 1923 – 15 I 1926                       | sędzia śledczy w WSO Nr VII                |
| Gniezno                                               | mjr KS Jan I Żabski                               | 15 I 1926 – XII 1927                   | sędzia orzekający w WSO Nr X               |
| Gniezno                                               | kpt. KS dr Jan Madziara                           | 1932                                   |                                            |
| Kalisz                                                | kpt. KS dr Michał Sydor                           | 1923 – 15 I 1924                       | asystent w WSO Nr VII                      |
| Kalisz                                                | kpt. KS Stanisław Jarosz                          | 15 I 1924 – 15 I 1926                  | sędzia śledczy w WSR Skierniewice          |
| Kalisz                                                | mjr KS Stanisław Bolesław Mikuliński              | od 15 I 1926                           |                                            |
| Kalisz                                                | kpt. KS Władysław Jan Terlecki                    | od XII 1927                            |                                            |
| Kalisz                                                | kpt. KS mgr Otton Roman Grudziński                | od 1931                                |                                            |
| Kalisz                                                | kpt. KS mgr Józef II Hoszowski                    | 31 VIII 1935 – ?                       | kierownik WSR Kowel                        |
| Kalisz                                                | kpt. aud. mgr Antoni Łukasik                      | do VIII 1939                           | szef sądu polowego nr 25                   |
| Poznań                                                | mjr KS dr Stefan Podkomorski                      | 1923 – 20 III 1925                     | podprokurator Prokuratury przy WSO Nr III  |
| Poznań                                                | kpt. KS Robert Franciszek Edmund Taylor           | 20 III 1925 – 15 I 1926                | sędzia śledczy w WSR Poznań                |
| Poznań                                                | mjr KS Franciszek Szatyński                       | od 15 I 1926                           |                                            |
| Poznań                                                | kpt. KS Stanisław Bolesław Mikuliński             | do 19 XI 1931                          | sędzia orzekający w WSO Nr VII             |
| Poznań                                                | kpt. KS Ludwik Stanisław Łańcucki                 | od 1931                                |                                            |
| Poznań                                                | kpt. KS dr Stanisław Drzymała                     | od 31 VIII 1935                        |                                            |
| Poznań                                                | kpt. aud. mgr Wiesław Mieczysław Golębowski       | 1939                                   |                                            |
| Okręg Korpusu Nr VIII                                 |                                                   |                                        |                                            |
| Bydgoszcz                                             | mjr KS Zygmunt Romański                           | 1923 – V 1927                          | kierownik WSR Grudziądz                    |
| Bydgoszcz                                             | 1927 – 1929                                       |                                        |                                            |
| Bydgoszcz                                             | kpt. KS mgr Stanisław Mazanowski                  | 16 XII 1929 – 1934                     | kierownik WSR Warszawa                     |
| Bydgoszcz                                             | kpt. KS dr Wojciech Polek                         | od 1934                                |                                            |
| Bydgoszcz                                             | kpt. aud. mgr Józef Czaj                          | 1939                                   |                                            |
| Grudziądz                                             | mjr KS Karol Ludwik Sożyński                      | 1923 – V 1927                          | doradca prawny w Dowództwie Floty          |
| Grudziądz                                             | mjr KS Zygmunt Romański                           | V – XII 1927                           | sędzia orzekający w WSO Nr VIII            |
| Grudziądz                                             | kpt. KS Karol Wirth                               | od 1931                                |                                            |
| Toruń                                                 | mjr / ppłk KS dr Michał Przywara                  | 1923 – 1 XII 1926                      | podprokurator Prokuratury przy WSO Nr VIII |
| Toruń                                                 | mjr KS Władysław Florek                           | od 1 XII 1926                          |                                            |
| Toruń                                                 | kpt. aud. mgr Kazimierz Krupa                     | 1939                                   |                                            |
| Okręg Korpusu Nr IX                                   |                                                   |                                        |                                            |
| Słonim                                                | kpt. KS Albin Znamirowski                         | 1923 – 15 I 1926                       | podprokurator Prokuratury przy WSO Nr V    |
| Słonim                                                | mjr rez. KS zatrz. w sł. czyn. Władysław Bielicki | od 15 I 1926                           |                                            |
| Słonim                                                | ppłk KS Rudolf Ryszard Quatter                    | 1 IV 1926 – 1 II 1927                  | referent w Dep. IX MSWojsk.                |
| Słonim                                                | mjr KS Tomasz Jan Puszka-Milczyński               | 1 II – XII 1927                        | sędzia śledczy w WSO Nr VI                 |
| Słonim                                                | kpt. KS dr Stanisław Klimczak                     | od XII 1927                            |                                            |
| Baranowicze                                           | kpt. KS Władysław Trzeciecki                      | 16 XII 1929 – 1932                     |                                            |
| Brześć                                                | kpt. KS dr Wrześniowski                           | 1923                                   |                                            |
| Brześć                                                | mjr KS Władysław Bielicki                         | 1924                                   |                                            |
| Brześć                                                | kpt. KS Michał Michna                             | 1926 – XII 1928                        | podprokurator Prokuratury przy WSO Nr IX   |
| Brześć                                                | mjr KS Piotr Wacław Samowicz                      | od XII 1928                            |                                            |
| Brześć                                                | kpt. KS Józef Lilejko                             | 1932                                   |                                            |
| Siedlce                                               | kpt. KS Artur Wiśniewski                          | 1921 – IV 1928                         |                                            |
| Siedlce                                               | mjr KS Wiesław Leon Wiktor Olędzki                | do 11 XII1931                          | sędzia orzekający w WSO Nr IV              |
| Siedlce                                               | kpt. KS dr Roman Zubczewski                       | od 1931                                |                                            |
| Okręg Korpusu Nr X                                    |                                                   |                                        |                                            |
| Kielce                                                | mjr KS Wilhelm Rozdół                             | 1923 – 1926                            |                                            |
| Kielce                                                | kpt. KS Teofil Michał Stankiewicz                 | od 1931                                |                                            |
| Przemyśl                                              | mjr KS Józef Kraśniak                             | 1923 – 15 I 1926                       | sędzia śledczy w WSO Nr V                  |
| Przemyśl                                              | mjr KS Kalikst Marceli Władysław Szymonowicz      | od 15 I 1926                           |                                            |
| Przemyśl                                              | mjr KS Kazimierz Stefan Biela                     | do 16 XII 1929                         | podprokurator Prokuratury przy WSO Nr X    |
| Przemyśl                                              | kpt. KS Erwin Bordolo                             | 16 XII 1929 – 1932                     |                                            |
| Jarosław w Rzeszowie                                  | kpt. KS Władysław Demitrowski                     | 1923 – 1926                            |                                            |
| Jarosław                                              | kpt. KS Czesław Kędzierski                        | 1932                                   |                                            |
| Rzeszów                                               |                                                   |                                        |                                            |

Przy każdym wojskowym sądzie rejonowym funkcjonował areszt rejonowy. Areszty oznaczone były nazwą miejscowości, w której stacjonował wojskowy sąd rejonowy. Areszt rejonowy służył do przetrzymywania osób, tymczasowo zatrzymanych areszcie śledczym, nakazanym przez dotyczący wojskowy sąd rejonowy, jak i do odbywania kar aresztu z wyroku wojskowego sądu rejonowego. Kierownik aresztu podlegał, pod każdym względem, kierownikowi odnośnego wojskowego sądu rejonowego. Ponadto kierownikowi podlegał również cały personel aresztu oraz aresztanci. Wobec personelu aresztu, kierownik wojskowego sądu rejonowego posiadał prawa dowódcy batalionu. Wobec aresztantów uprawnienia kierownika określał regulamin więzienny.
3 kwietnia 1926 roku minister spraw wojskowych nakazał dowódcom okręgów korpusów zlikwidować do 15 kwietnia 1926 roku wojskowe areszty garnizonowe w Modlinie, Równem, Kowlu, Zamościu, Lidzie, Grodnie, Katowicach, Białej, Siedlcach, Rzeszowie i Kielcach. Czynności zlikwidowanych aresztów przejąć miały areszty pułkowe.

## Wojskowe sądy admiralskie i marynarskie
Przepisy, dotyczące Wojskowych Sądów Okręgowych i Wojskowych Sądów Rejonowych były stosowane odpowiednio do sądów admiralskich lub marynarskich.
- Wojskowy Sąd Marynarski w Gdyni

### Wojskowy Sędzia Śledczy
Tarnów